# Michael Sulick
Michael J. Sulick, né en 1948 dans le Bronx à New York, est un important officier de renseignement américain travaillant à la Central Intelligence Agency jusqu'en 2010.
Il est nommé directeur du National Clandestine Service de la CIA le mercredi 12 septembre 2007. Il occupe ce poste jusqu'à sa retraite en juillet 2010.

## Biographie
Il participe à la guerre du Viêt Nam dans le Corps des Marines des États-Unis puis fait des études de langue et de littérature russe à l'université Fordham et obtient un doctorat de l'université de la Ville de New York

## Carrière dans le renseignement
Ce vétéran de la CIA y a servi de 1980 à fin 2004. Il a été en poste au Pérou et au Japon, à des dates inconnues mais, semble-t-il, durant les années 1980.
Ensuite, il a occupé plusieurs postes d'importance :
- Chef de poste adjoint de la CIA à Moscou de 1988 à 1991. Officiellement premier secrétaire de la section politique de l'ambassade.
- De retour de Moscou, chef de la section des opérations en URSS de la Division soviétique de la Direction des Opérations de la CIA.
- Envoyé à la fin août 1991 en Lituanie établir des contacts avec le nouveau pouvoir, alors dirigé par Vytautas Landsbergis.
- Chef de station de la CIA à Moscou de 1994 à 1996, officiellement conseiller aux affaires régionales.
- Chef de station de la CIA à Varsovie de 1996 à 1999.
- Nommé en 1999, peu après la guerre du Kosovo, chef de la Division Eurasie de la Direction des Opérations de la CIA.
- Chef du Centre de contre-espionnage de la CIA (Counterintelligence center) à partir de 2002
- N°2 de la Direction des Opérations de la CIA à partir de 2004. À la suite de plusieurs conflits avec le nouveau directeur de la CIA, Porter Goss, Sulick quitte la CIA fin 2004 avec le patron de la Direction des Opérations, Stephen Kappes.
- Rappelé et nommé en septembre 2007 patron du National Clandestine Service, qui remplace la Direction des Opérations de la CIA et succédant à José A. Rodriguez jusqu'en juillet 2010. Son successeur est John D. Bennett.

## Sources
- (fr) Blog "la communauté du renseignement" (avec accord de l'auteur)
- (en) Ex-Official Returns to Key Post at the C.I.A., Mark Mazzetti, The New York Times, 15 septembre 2007
- (en) Intelligence: Return of a Prodigal Spy at the CIA", Newsweek,  24 septembre 2007.
- (ru) R.S. Krassilnikov, Les fantômes de la Rue Tchaïkovsky